# Coupe d'Europe de BMX 2019
Navigation
2018 2020
La 6e édition de la coupe d'Europe de BMX a lieu du 30 mars au 1er septembre 2019. Cette année, cinq villes étapes organisent chacune deux épreuves consécutivement.

## Hommes élites

### Résultats
| #   | Lieu     | Date          | Vainqueur         | Deuxième          | Troisième        | Leader du classement général |
| --- | -------- | ------------- | ----------------- | ----------------- | ---------------- | ---------------------------- |
| 1.  | Vérone   | 30 mars       | Niek Kimmann      | Renaud Blanc      | Kye Whyte        | Niek Kimmann                 |
| 2.  | Vérone   | 31 mars       | Niek Kimmann      | Dave van den Burg | Jérémy Rencurel  | Niek Kimmann                 |
| 3.  | Zolder   | 20 avril      | Dave van den Burg | Niek Kimmann      | Simon Marquart   | Niek Kimmann                 |
| 4.  | Zolder   | 21 avril      | Joris Harmsen     | Simon Marquart    | Tore Navrestad   | Niek Kimmann                 |
| 5.  | Råde     | 4 mai         | Eddy Clerté       | Tore Navrestad    | Kristens Krigers | Niek Kimmann                 |
| 6.  | Råde     | 5 mai         | Tore Navrestad    | Eddy Clerté       | Kristens Krigers | Tore Navrestad               |
| 7.  | Sarrians | 25 mai        | Sylvain André     | Twan van Gendt    | Jérémy Rencurel  | Tore Navrestad               |
| 8.  | Sarrians | 26 mai        | Sylvain André     | Kai Sakakibara    | Twan van Gendt   | Tore Navrestad               |
| 9.  | Peer     | 31 août       | Joris Harmsen     | Dave van den Burg | Tore Navrestad   | Tore Navrestad               |
| 10. | Peer     | 1er septembre | Quillan Isidore   | Michael Bias      | Romain Mayet     | Tore Navrestad               |

### Classement général
| Pos | Coureur           | Pays        | Total |
| --- | ----------------- | ----------- | ----- |
| 1   | Tore Navrestad    | Norvège     | 359   |
| 2   | Dave van den Burg | Pays-Bas    | 325   |
| 3   | Niek Kimmann      | Pays-Bas    | 265   |
| 4   | Kai Sakakibara    | Australie   | 255   |
| 5   | Jérémy Rencurel   | France      | 224   |
| 6   | Sylvain André     | France      | 221   |
| 7   | Romain Mahieu     | France      | 216   |
| 8   | Arthur Pilard     | France      | 201   |
| 9   | Kye Whyte         | Royaume-Uni | 194   |
| 10  | Simon M. Marquart | Suisse      | 189   |

## Femmes élites

### Résultats
| #   | Lieu     | Date          | Vainqueur         | Deuxième             | Troisième            | Leader du classement général |
| --- | -------- | ------------- | ----------------- | -------------------- | -------------------- | ---------------------------- |
| 1.  | Vérone   | 30 mars       | Laura Smulders    | Saya Sakakibara      | Yaroslava Bondarenko | Laura Smulders               |
| 2.  | Vérone   | 31 mars       | Laura Smulders    | Yaroslava Bondarenko | Natalia Afremova     | Laura Smulders               |
| 3.  | Zolder   | 20 avril      | Laura Smulders    | Saya Sakakibara      | Simone Christensen   | Laura Smulders               |
| 4.  | Zolder   | 21 avril      | Laura Smulders    | Merel Smulders       | Natalia Afremova     | Laura Smulders               |
| 5.  | Råde     | 4 mai         | Paola Reis Santos | Rebecca Petch        | Vineta Pētersone     | Laura Smulders               |
| 6.  | Råde     | 5 mai         | Rebecca Petch     | Paola Reis Santos    | Vanesa Buldinska     | Laura Smulders               |
| 7.  | Sarrians | 25 mai        | Saya Sakakibara   | Camille Maire        | Manon Valentino      | Laura Smulders               |
| 8.  | Sarrians | 26 mai        | Manon Valentino   | Merel Smulders       | Saya Sakakibara      | Laura Smulders               |
| 9.  | Peer     | 31 août       | Merel Smulders    | Axelle Etienne       | Christelle Boivin    | Merel Smulders               |
| 10. | Peer     | 1er septembre | Christelle Boivin | Bethany Shriever     | Merle Van Benthem    | Merel Smulders               |

### Classement général
| Pos | Coureuse          | Pays        | Total |
| --- | ----------------- | ----------- | ----- |
| 1   | Merel Smulders    | Pays-Bas    | 303   |
| 2   | Laura Smulders    | Pays-Bas    | 290   |
| 3   | Saya Sakakibara   | Australie   | 285   |
| 4   | Manon Valentino   | France      | 206   |
| 5   | Bethany Shriever  | Royaume-Uni | 193   |
| 6   | Natalia Afremova  | Russie      | 172   |
| 7   | Judy Baauw        | Pays-Bas    | 157   |
| 8   | Vanesa Buldinska  | Lettonie    | 134   |
| 8   | Christelle Boivin | Suisse      | 128   |
| 10  | Paola Reis Santos | Brésil      | 124   |